# Glischrocaryon angustifolium
Glischrocaryon angustifolium là một loài thực vật có hoa trong họ Haloragaceae. Loài này được (Nees) M.L.Moody & Les mô tả khoa học đầu tiên năm 2007.